# 梁西
梁西（1924年8月29日—2020年2月26日），男，湖南安化人，中国法学家、国际组织法专家，武汉大学法学院教授。

## 生平
1924年8月29日出生于湖南省安化县大桥乡董家村一个普通的农民家庭。5岁入私塾读书，3年后因家境贫寒辍学。1946年考入国立武汉大学法律系。1950年毕业后，曾在中国人民大学进修苏联法学。1953年分配至北京大学任教，参与北京大学法律系恢复工作。文化大革命中期，曾被下放至鄱阳湖畔的北大五七分校劳动。1977年底，在北京大学率先开设国际组织法课程。1983年应邀回到武汉大学任教。1984年出版专著《现代国际组织》。1986年获批为国际法专业博士生导师。兼任中国国际法学会理事、顾问，中国海事仲裁委员会委员，邮电部法律顾问，湖北省人大常委会法律顾问等职。2019年获首届“韩德培法学终身成就奖”。2020年2月26日22时30分在武汉逝世，终年95岁。

## 贡献
1955年接受委托，在最高人民法院担任“卡麦隆驾驶美机侵入中国领空案”被告辩护律师。1970年代后与芮沐、王铁崖、赵理海等法学家分工合作翻译出版了《联合国与裁军》《联合国手册》《尼克松：六次危机》等作品。出版有《国际法》《现代国际组织》《国际组织法》《法学教育方法论》《梁西论国际法与国际组织五讲》等专著。被誉为中国国际组织法学的开拓者和奠基人。